# Maharashtra Film Company
Maharashtra Film Company ist eine ehemalige indische Filmproduktionsgesellschaft. Gemeinsam mit Dhundiraj Govind Phalkes Hindustan Cinema Films Company in Nasik gehörte sie zu den wichtigen Studios des marathischen Films in der Frühzeit des indischen Kinos.
Maharashtra Film wurde 1918 von Baburao Painter und anderen in Kolhapur gegründet. Sie hatte anfangs neben einer selbstgebauten Kamera und einem Team junger Filmenthusiasten ein Startkapital von 15.000 Rupien, das die Sängerin Tanibai Kagalkar beisteuerte, sowie Ausrüstung und ein Studiogelände, das der Maharaja Shahu von Kolhapur zur Verfügung stellte. Die erste erfolgreiche Produktion war Sairandhri (1920) unter Painters Regie. Mehrere Mitarbeiter der Gesellschaft wurden in den späten 1920er Jahren neben ihren eigentlichen Tätigkeitsfeldern auch als Regisseur tätig und festigten die Position der marathischen Filmindustrie: so V. Shantaram mit Netaji Palkar (1927), Damle-Fattelal mit Maharathi Karna (1928) und Bhalji Pendharkar mit Rani Rupmati (1931). Nach 26 produzierten Filmen verließen die Mitgründer Shantaram, Damle, Fattelal, Keshavrao Dhaiber und Baburao Pendharkar die Gesellschaft und etablierten 1929 ihre eigene Produktionsfirma Prabhat Film Company. Baburao Painter ging 1930 zu „Shalini Cinetone“, einer Gesellschaft hinter der finanziell die königliche Familie von Kolhapur stand.
Nach zwei finanziellen Katastrophen, Moti Gidwanis Nisha Sundari (1929) und Baburao Patels Kismet (1932), wurde Maharashtra Film 1932 geschlossen.